# Spațiul european al învățământului superior
Spațiul european al învățământului superior (EHEA) a fost lansat împreună cu aniversarea a 10 ani a procesului de la Bologna, în martie 2010, în cadrul Conferinței ministeriale de la Budapesta și Viena.
Ca obiectiv principal al Procesului de la Bologna de la înființarea acestuia în 1999, EHEA a fost menită să asigure mai multe sisteme comparabile, compatibile și coerente de învățământ superior din Europa. Între 1999-2010, toate eforturile depuse de membrii Procesului Bologna au vizat crearea Spațiului European al Învățământului Superior, devenit realitate prin Declarația de la Budapesta-Viena din martie 2010. Pentru a se alătura EHEA, o țară trebuie să semneze și să ratifice Tratatul privind cultura europeană.
Danemarca a fost prima țară care a introdus sistemul 3 + 2 + 3 la universitățile din afara GB și SUA. A se vedea Procesul de la Bologna.

## Membri
Statele membre participante din spațiul european al învățământului superior includ:
| - Albania - Andorra - Armenia - Austria - Azerbaidjan - Belarus - Belgia - Bosnia și Herțegovina - Bulgaria - Croația - Cipru - Cehia | - Danemarca - Estonia - Finlanda - Franța - Georgia - Germania - Grecia - Ungaria - Islanda - Irlanda - Italia - Kazahstan | - Letonia - Liechtenstein - Lituania - Luxemburg - Malta - Republica Moldova - Muntenegru - Țările de Jos - Macedonia de Nord - Norvegia - Polonia - Portugalia | - România - Rusia - Serbia - Slovacia - Slovenia - Spania - Suedia - Elveția - Turcia - Ucraina - Regatul Unit - Vatican |

## Standarde de drept internațional public
- Convenția de recunoaștere de la Lisabona
- Articolul 2 din primul protocol la Convenția Europeană a Drepturilor Omului (Paris, 20 martie 1952)
- Articolul 10 din Carta socială europeană (revizuită, Strasbourg, 3 mai 1996)

## Legături externe
- The Official European Higher Education Area website 2010-2020
- The Bologna Declaration
- European Cultural Convention Arhivat în 10 iunie 2015, la Wayback Machine. (Paris, 19 December 1954)
- EUNIS (European University Information Systems)